# San
A San (ukránul: Сян [Szjan]) folyó Ukrajnában és Lengyelországban. A Visztula jobb oldali mellékfolyója.

## Földrajza

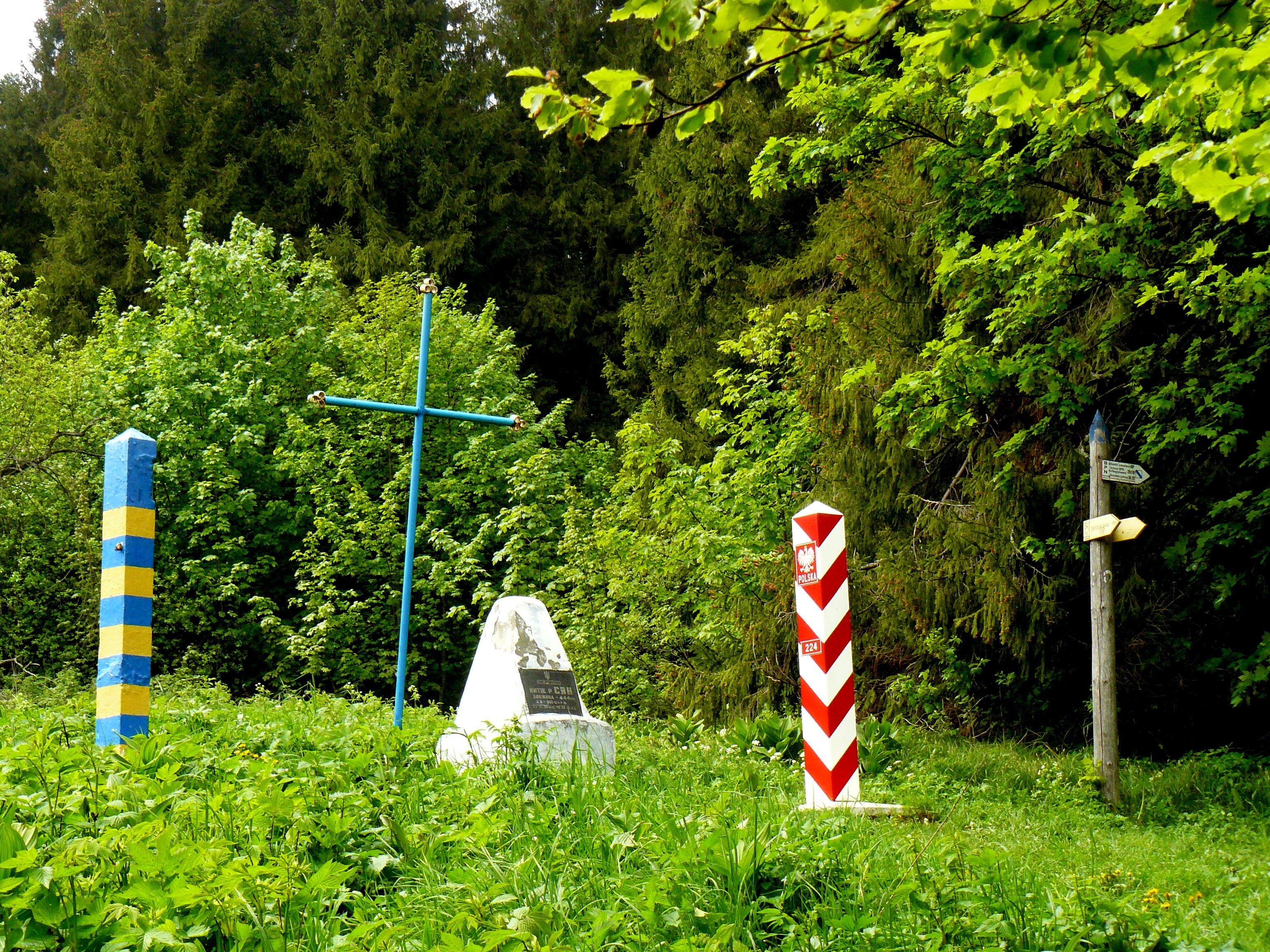
A San forrását jelölő oszlop a lengyel–ukrán határon

A Kárpátokban ered az Uzsoki-hágónál, majd 50 km hosszan határt képez a két ország között. Sandomierznél ömlik a Visztulába. Hossza 433 km, vízgyűjtő területe 16 861 km².
Fontosabb városok a San mentén: Sanok, Przemyśl, Jarosław, Stalowa Wola.
Az első  világháború idején súlyos harcok helyszíne.

### Fontosabb mellékfolyói
- a felső folyásán (Przemyślig): 
  - Wołosaty,
  - Solinka,
  - Hoczewka,
  - Osława,
  - Sanoczek,
  - Tyrawski,
  - Baryczka,
  - Stupnica,
- az alsó folyásán (Przemyśltől): 
  - Wiar
  - Wisznia
  - Rada
  - Szkło
  - Lubaczówka
  - Lubienia
  - Wisłok
  - Trzebośnica
  - Tanew
  - Bukowa

## Galéria
|  |  |  |